# Rinkita-(Y)
La rinkita-(Y) és un mineral de la classe dels silicats que pertany al grup de la rinkita. Rep el nom per la seva relació amb la rinkita-(Ce), amb itri (Y) com a REE dominant.

## Característiques
La rinkita-(Y) és un sorosilicat de fórmula química Na₂Ca₄YTi(Si₂O₇)₂OF₃. Va ser aprovada com a espècie vàlida per l'Associació Mineralògica Internacional l'any 2017, sent publicada per primera vegada el 2019. Cristal·litza en el sistema monoclínic. La seva duresa a l'escala de Mohs és 5.
L'exemplar que va servir per a determinar l'espècie, el que es coneix com a material tipus, es troba conservat a les col·leccions del Museu Mineralògic Fersmann, de l'Acadèmia de Ciències de Rússia, a Moscú (Rússia), amb el número de registre: 5043/1.

## Formació i jaciments
Va ser descoberta a la glacera Dara-i-Pioz, situada als districtes de la Subordinació Republicana (Tadjikistan). També ha estat descrita al massís alcalí de Dugdu, a Tuva (Rússia), i al complex alcalí de Kipawa, al Quebec (Canadà). Aquests tres indrets són els únics de tot el planeta on ha estat descrita aquesta espècie mineral.